# François Heersbrandt
François Heersbrandt (Ukkel, 12 december 1989) is een Belgische zwemmer. Heersbrandt vertegenwoordigde zijn vaderland op 3 olympiades: in Peking 2008, in Londen 2012 en in Rio 2016.

## Carrière
Bij zijn internationale debuut, op de Europese kampioenschappen kortebaanzwemmen 2007 in Debrecen, Hongarije, werd Heersbrandt uitgeschakeld in de series van de 50 en de 100 meter vlinderslag. Op de Europese kampioenschappen zwemmen 2008 in Eindhoven, Nederland strandde de Belg in de halve finales van zowel de 50 als de 100 meter vlinderslag. Tijdens de Olympische Zomerspelen van 2008 in Peking, China werd Heersbrandt uitgeschakeld in de series van de 100 meter vlinderslag. In Rome, Italië nam de Belg deel aan de Wereldkampioenschappen zwemmen 2009, op dit toernooi strandde hij in de series van zowel de 50 als de 100 meter vlinderslag.
Heersbrandt slaagde er in 2011 als eerste Belgische man in een medaille te halen op een Europees kampioenschap in kleinbad. Hij deed dat op het EK kortebaan 2011 op de 100m vlinderslag in een tijd van 50,44. Wat tevens een nieuw Belgisch record is. Op datzelfde kampioenschap haalde hij met Jasper Aerents, Emmanuel Vanluchene en Louis Croenen een bronzen medaille op de 4x50m vrije slag.

## Internationale toernooien
| Jaar | Olympische Spelen     | WK langebaan                                           | WK kortebaan                                                                  | EK langebaan                                                | EK kortebaan                                                                      |
| ---- | --------------------- | ------------------------------------------------------ | ----------------------------------------------------------------------------- | ----------------------------------------------------------- | --------------------------------------------------------------------------------- |
| 2007 |                       | geen deelname                                          |                                                                               |                                                             | 24e 50 m vlinderslag 30e 100 m vlinderslag                                        |
| 2008 | 37e 100 m vlinderslag |                                                        | geen deelname                                                                 | 10e 100 m vlinderslag 12e 50 m vlinderslag                  | geen deelname                                                                     |
| 2009 |                       | 34e 50 m vlinderslag 56e 100 m vlinderslag             |                                                                               |                                                             | geen deelname                                                                     |
| 2010 |                       |                                                        |                                                                               | 9e 50m vlinderslag                                          | geen deelname                                                                     |
| 2011 |                       | 13e 50m vlinderslag 17e 100m vlinderslag               |                                                                               |                                                             | 5e 50m vlinderslag · 100m vlinderslag · 6e 4x50m wisselslag · 4x50m vrije slag    |
| 2012 | 16e 100m vlinderslag  |                                                        | 8e 50m vlinderslag 9e 100m vlinderslag                                        | geen deelname                                               | geen deelname                                                                     |
| 2013 |                       | 18e 100m vlinderslag 22e 50m vlinderslag               |                                                                               |                                                             | 10e 50m vrije slag · 8e 50m vlinderslag · 12e 100m vlinderslag · 4x50m vrije slag |
| 2014 |                       |                                                        | 10e 50m vrije slag 8e 50m vlinderslag 4e 4x50m vrije slag 4e 4x50m vrije slag | 10e 50m vrije slag 14e 50m vlinderslag 23e 100m vlinderslag |                                                                                   |
| 2015 |                       | 17e 50m vrije slag 26e 50m rugslag 10e 50m vlinderslag |                                                                               |                                                             | 10e 50m vrije slag 9e 50m vlinderslag 4e 4x50m vrije slag                         |
| 2016 | 38e 50m vrije slag    |                                                        | geen deelname                                                                 | geen deelname                                               |                                                                                   |
| 2017 |                       | geen deelname                                          |                                                                               |                                                             | geen deelname                                                                     |
| 2018 |                       |                                                        | geen deelname                                                                 | geen deelname                                               |                                                                                   |

## Persoonlijke records
(Bijgewerkt tot en met 6 november 2017)

### Kortebaan
| Afstand          | Tijd     | Datum           | Plaats   |
| ---------------- | -------- | --------------- | -------- |
| 50m vrije slag   | BR 21,26 | 6 december 2014 | Doha     |
| 50m vlinderslag  | BR 22,59 | 5 december 2014 | Doha     |
| 100m vlinderslag | BR 50,44 | 9 december 2011 | Szczecin |
| 50m rugslag      | 24,14    | 18 oktober 2015 | Fabriano |

### Langebaan
| Afstand          | Tijd     | Datum           | Plaats    |
| ---------------- | -------- | --------------- | --------- |
| 50m vrije slag   | 22,17    | 16 mei 2015     | Antwerpen |
| 50m vlinderslag  | BR 23,34 | 2 augustus 2015 | Antwerpen |
| 100m vlinderslag | BR 52,22 | 2 augustus 2012 | Londen    |
| 50m rugslag      | BR 25,36 | 10 mei 2015     | Antwerpen |